# Онголе
Онголе (англ. Ongole) — город в индийском штате Андхра-Прадеш. Административный центр округа Пракасам. Средняя высота над уровнем моря — 9 метров. По данным всеиндийской переписи 2001 года, в городе проживало 149 589 человек, из которых мужчины составляли 51 %, женщины — соответственно 49 %. Уровень грамотности взрослого населения составлял 72 % (при общеиндийском показателе 59,5 %). Уровень грамотности среди мужчин составлял 78 %, среди женщин — 66 %. Около 9 % населения было моложе 6 лет.